# Дом Вертипороха
Дом Вертипороха — бывший доходный дом на Межигорской улице, 33/19 в Киеве. Памятник архитектуры в стиле неоренессанса. Находится в аварийном состоянии. Образец застройки Подола оригинального архитектурного решения.

## История

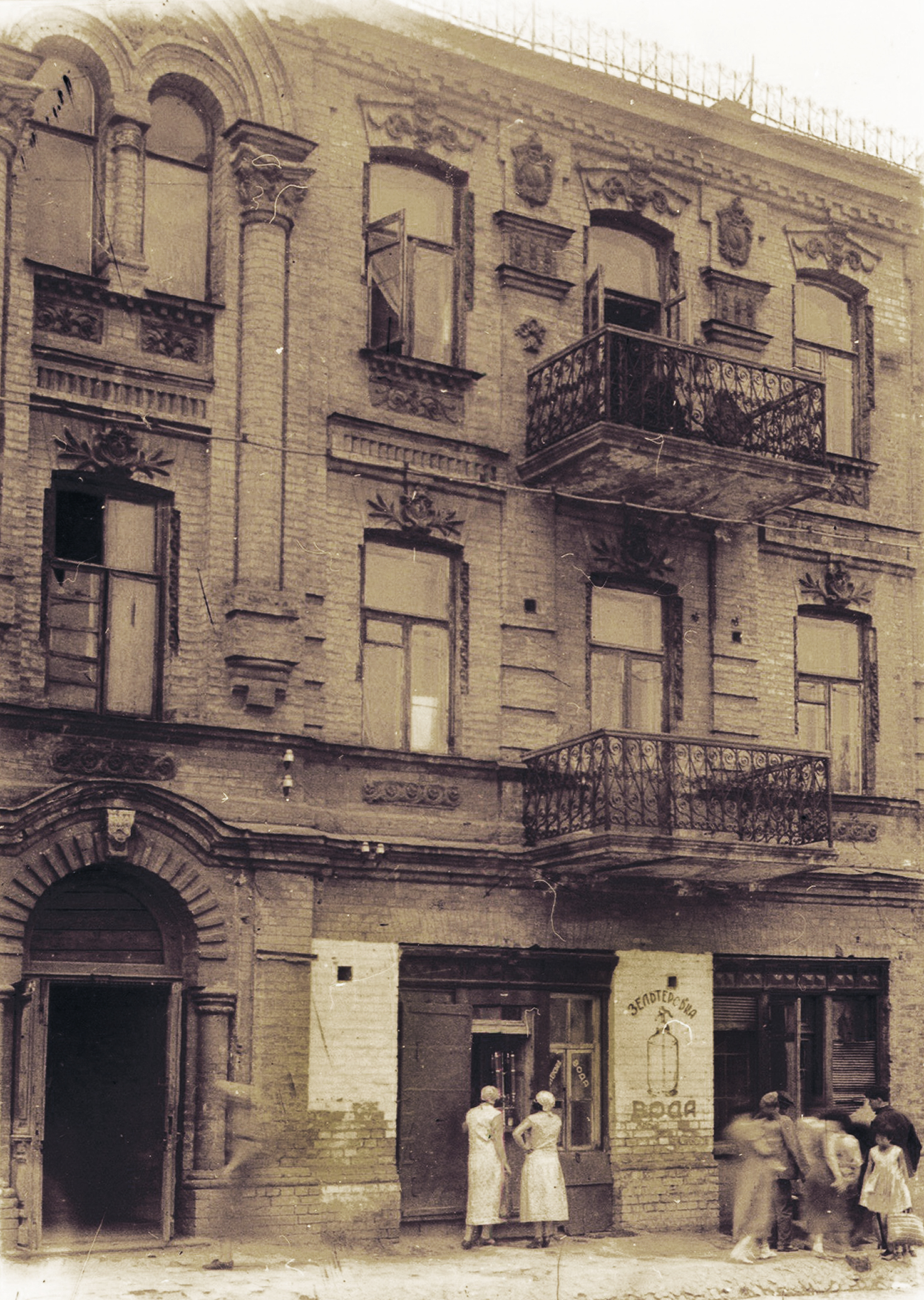
Фото 1934 года

Особняк на углу улиц Межигорской и Щекавицкой принадлежал семье бывшего черниговского купца О. Вертипороха. В середине XIX века здесь стояли деревянные постройки. В конце столетия жена купца и новая владелица Г. Вертипорох заказала соорудить каменный доходный дом.
Помещение первого этажа приспособили под лавки, для чего переделали двери и оконные проемы.
После установки в Киеве советской власти дом национализировали и устроили в нём коммунальные квартиры для рабочих и служащих.
Поставлен на учёт памятников архитектуры (охранный номер № 970-Кв).

## Архитектура

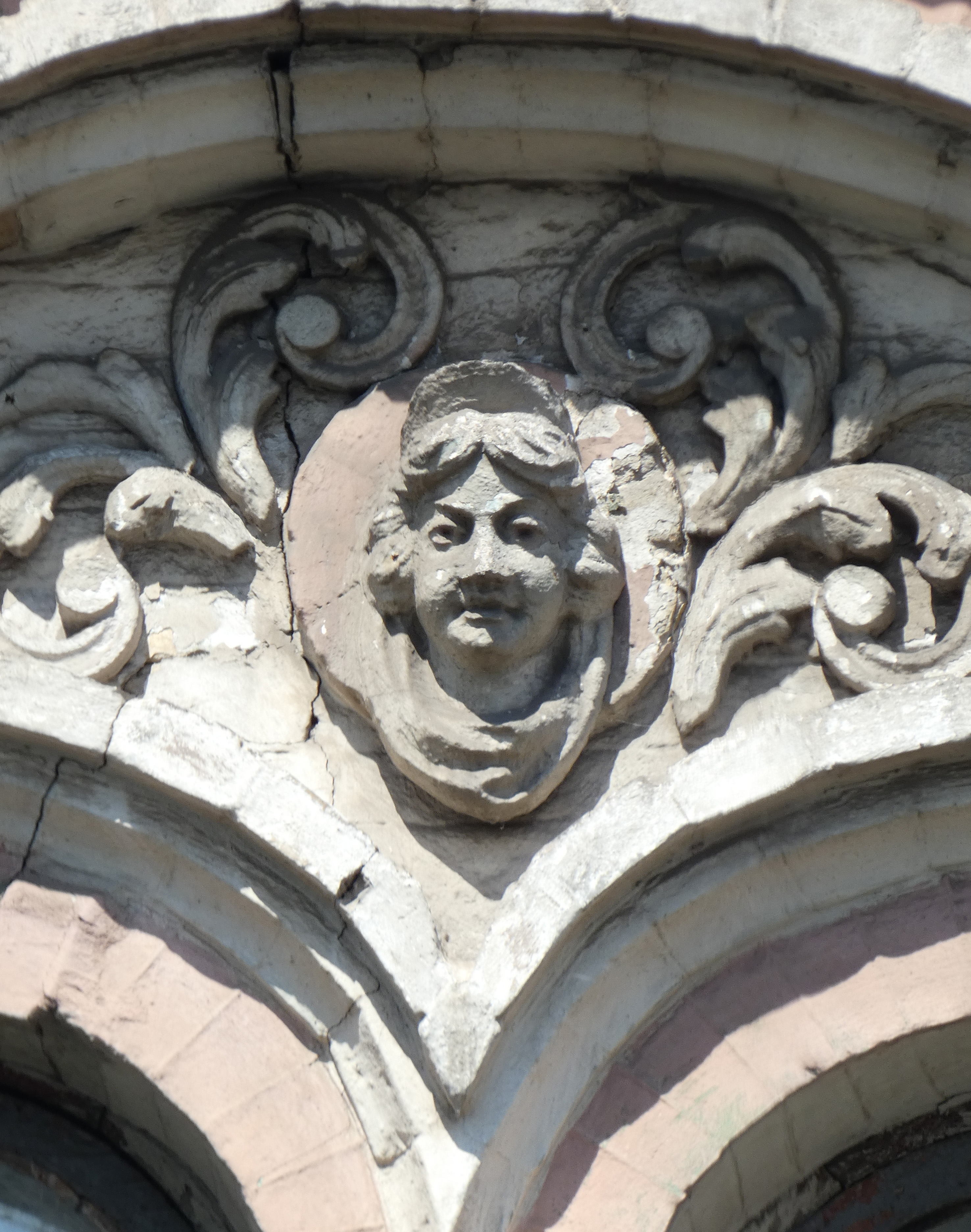
Маскарон

Трехэтажное здание — кирпичное, окрашенное, Г-образное в плане. Имеет срезанное нарожье. Оформлена в стиле неоренессанса.
Композиция обоих фасадов асимметрична. Между прямоугольными оконными проемами второго этажа — пилястры, украшенные стилизованными капителями с листьями аканта. На верхнем этаже окна чередуются со сдвоенными венецианскими.
На первом этаже нарожье — вход, на втором и третьем — балконы с дверными проемами. Верхние этажи фасада объединены лизенами с архивольтом. Над первым этажом украшенный гурт и венечный карниз. Со стороны Щекавицкой улицы балконы украшены решеткой изысканного орнамента. Фасады украшены лепкой и кирпичным орнаментом: маскароном, головкой путти, листьями аканта и гирляндами.

## Уничтожение памятника

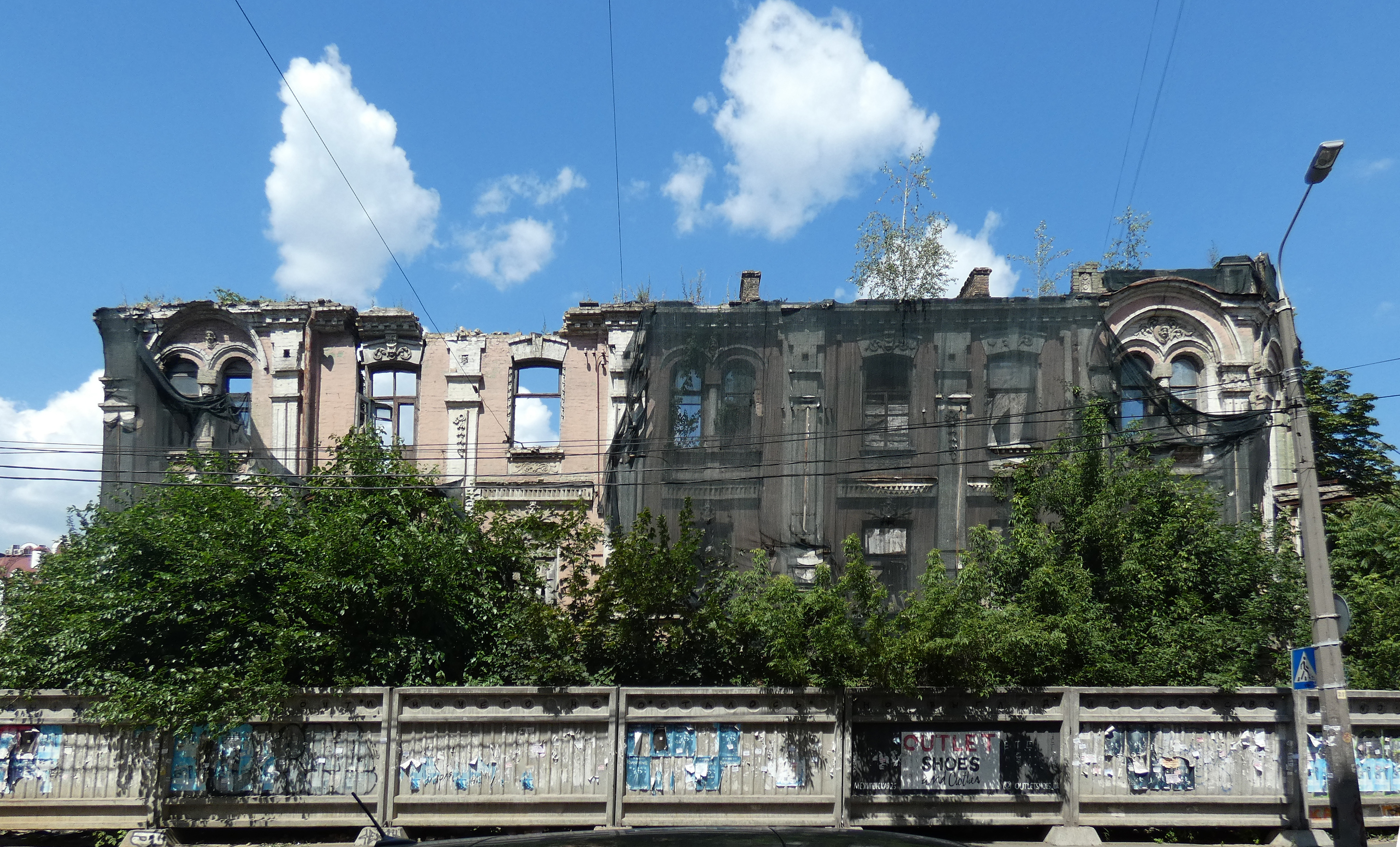
Руины памятника

1 февраля 2001 года Управления по вопросам имущества Подольской районной государственной администрации города Киева и закрытое акционерное общество «Украинские сателитарные системы» заключили договор № 2584 аренды дома на Щекавицкой, 19/33-а общей площадью 1 258,8 кв.об. Бизнесменов обязали реконструировать дом. Фирма отселила жильцов и демонтировала аварийные балконы. Дому предоставили статус нежилого.
12 декабря 2007 года Подольская райгосадминистрации без конкурса отдала сооружение на приватизацию. Первоочередное право выкупа автоматически перешло фирме-арендатору. Фирма заплатила 4,9 миллиона гривен, а 5 сентября 2008 года перепродала дом ООО «Подол Инвест» (конечный бенефициарный владелец Мирзаев Валерий Нариман оглы).
Новый владелец реконструкции не проводил. Поэтому предпринимались попытки вернуть его в собственность города. Прокуратура Подольского района обратился с соответствующим иском в Хозяйственный суда города Киева, но дело проиграла.
Дом несколько раз горел. Первый пожар произошёл в 2007 году, потом в 2014 и 2017 годах.
Управление культурного наследия обратилось к фирме предоставить разъяснения о доведении памятника до плачевного состояния. В своем письме от 2014 года фирма «Подол Инвест» ответила, что она не имеет прав на землепользование, а следовательно и не может выполнять какие-либо работы по сохранению памятника архитектуры и проведению противоаварийных мероприятий. Бизнесмены также отметили:
Данное здание может быть восстановлено только путем сноса и воссоздания в первоначальном состоянии или в других архитектурных формах
.